# Glamočevići
Glamočevići su naseljeno mjesto u općini Čajniču, Republika Srpska, BiH. Nalaze se južno od izvora rječica Batovke i Krvnice, sjeverno od rječice Atime i istočno od izvora Suhodanjske rijeke.
Godine 1985. uvećani su pripajanjem naselja Bučkovića i Dupca. (Sl.list SRBiH 24/85).

## Stanovništvo
| Narod     | Popis 1961. | Popis 1971. | Popis 1981. | Popis 1991. |
| --------- | ----------- | ----------- | ----------- | ----------- |
| Hrvati    |             |             |             |             |
| Muslimani |             |             |             | 20          |
| Srbi      | 131         | 107         | 94          | 70          |
| ostali    |             |             |             |             |
| Ukupno    | 131         | 107         | 94          | 90          |